# Recreo
Recro è un comune di prima categoria dell'Argentina, capoluogo del dipartimento di La Paz nella provincia di Catamarca.
Situato nella parte centro-settentrionale della provincia, dista 260 km dal capoluogo provinciale.